# Paolo Ferretti
Paolo Ferretti (Lugo di Romagna, 20 de julio de 1959) es un expiloto de motociclismo italiano, que compitió en el Campeonato del Mundo de Motociclismo entre 1979 y 1985. Su mejor temporada fue en 1982 cuando acabó séptimo en la clasificación general de la categoría de 250cc y donde consigue los dos únicos podios de su carrera (GP de Yugoslavia y GP de Alemania).

## Resultados de carrera

### Campeonato del Mundo de Motociclismo

#### Carreras por año
Sistema de puntos desde 1969 a 1987:
| Posición | 1.º | 2.º | 3.º | 4.º | 5.º | 6.º | 7.º | 8.º | 9.º | 10.º |
| Puntos   | 15  | 12  | 10  | 8   | 6   | 5   | 4   | 3   | 2   | 1    |

Sistema de puntos desde 1988 a 1992:
| Posición | 1.º | 2.º | 3.º | 4.º | 5.º | 6.º | 7.º | 8.º | 9.º | 10.º | 11.º | 12.º | 13.º | 14.º | 15.º |
| Puntos   | 20  | 17  | 15  | 13  | 11  | 10  | 9   | 8   | 7   | 6    | 5    | 4    | 3    | 2    | 1    |

(Carreras en negrita indica pole position, carreras en cursiva indica vuelta rápida)
| Año  | Clase | Equipo     | Moto    | 1       | 2       | 3       | 4       | 5       | 6       | 7       | 8       | 9       | 10      | 11      | 12      | 13     | Pts. | Pos. |
| ---- | ----- | ---------- | ------- | ------- | ------- | ------- | ------- | ------- | ------- | ------- | ------- | ------- | ------- | ------- | ------- | ------ | ---- | ---- |
| 1979 | 125cc | Morbidelli | VEN -   | AUT -   | GER -   | NAT 9   | ESP 4   | YUG -   | NED -   | BEL -   | SWE -   | FIN -   | GBR -   | CZE -   | FRA -   |        | 2    | 38.º |
| 1980 | 250cc | Yamaha     | NAT 6   | ESP 15  | FRA 9   | YUG Ret | NED DNQ | BEL 15  | FIN 15  | GBR 17  | CZE Ret | GER -   |         |         |         |        | 7    | 20.º |
| 1980 | 250cc | Yamaha     | NAT Ret |         | FRA -   |         | NED -   |         |         | GBR -   | CZE -   | GER -   |         |         |         |        | 0    | -    |
| 1981 | 250cc | Yamaha     | ARG Ret |         | GER 4   | NAT Ret | FRA Ret | ESP 19  |         | NED 19  | BEL 19  | RSM Ret | GBR Ret | FIN 8   | SUE Ret | CZE 6  | 16   | 14.º |
| 1981 | 350cc | Yamaha     | ARG 11  | AUT 12  | GER 10  | NAT Ret |         |         | YUG 14  | NED DNQ |         |         | GBR 12  |         |         | CZE 10 | 2    | 31.º |
| 1982 | 250cc | MBA        |         |         | FRA -   | ESP Ret | NAC Ret | NED Ret | BEL 5   | YUG 2   | GBR 7   | SUE Ret | FIN Ret | CHE Ret | SMR Ret | GER 2  | 34   | 7.º  |
| 1983 | 250cc | Yamaha     | RSA 18  | FRA 20  | NAT -   | GER Ret | ESP -   | AUT -   | YUG Ret | NED 15  | BEL 25  | GBR -   | SWE -   |         |         |        | 0    | -    |
| 1983 | 500cc | Suzuki     | RSA -   | FRA Ret | NAT 20  | GER 29  | ESP -   | AUT Ret | YUG -   | NED -   | BEL -   | GBR -   | SWE -   | RSM 18  |         |        | 0    | -    |
| 1984 | 500cc | Suzuki     | RSA -   | NAT -   | SPA -   | AUT 18  | GER 21  | FRA Ret | YUG 11  |         |         |         |         |         |         |        | 0    | -    |
| 1984 | 500cc | Honda      |         |         |         |         |         |         |         | NED -   | BEL -   | GBR 27  | SWE 13  | RSM 16  |         |        | 0    | -    |
| 1985 | 250cc | Malanca    | RSA -   | ESP -   | GER -   | NAT -   | AUT -   | YUG -   | NED Ret | BEL DNQ | FRA -   | GBR -   | SWE -   | RSM -   |         |        | 0    | -    |
| 1985 | 500cc | Honda      | RSA 20  | ESP -   | GER Ret | NAT Ret | AUT -   | YUG -   | NED -   | BEL -   | FRA -   | GBR -   | SWE -   | RSM -   |         |        | 0    | -    |